# Otto Stellter
Otto Stellter (* 22. Juli 1823 in Königsberg i. Pr.; † 21. August 1894 in Neuhäuser, Samland) war ein deutscher Jurist. Er saß als Konservativer im Deutschen Reichstag.

## Leben
Stellter studierte von 1840 bis 1843 Rechtswissenschaft an der Albertus-Universität Königsberg und der Friedrich-Wilhelms-Universität Berlin. Er wurde Mitglied des burschenschaftlichen Kränzchens der Pappenhemia. Ab 1849 war er Rechtsanwalt, Notar und Justizrat in Königsberg. Er war Vorsitzender der Anwaltskammer.
Zwischen 1878 und 1881 war er Mitglied des Deutschen Reichstages für die Deutsche Reichspartei und den Reichstagswahlkreis Regierungsbezirk Königsberg 3 (Königsberg-Stadt).